# السيدة داي (زن زوي)
في عام 1971 في الصين عثر عمال الحفر على مخبأ بالقرب من مدينة تشانغشا يعود تاريخه لعهد أسرة هان وهو عبارة عن مقبرة تحتوي على أكثر من 1000 من التحف المحفوظة جيداً، وكذلك وجدت جثة تحتفظ بحالتها بطريقة مبهرة، وينتمي القبر لـ زن زوي، زوجة المركيز من «هان» الذي توفي بين 178-145 قبل الميلاد، بعدها بفترة تم العثور على مقبرتين جدد يتضمنان جثث يعود تاريخها لألفي عام ومازالت محتفظة بحالتها كما هي وتم نقلهم جميعاً إلى متحف مقاطعة هونان.